# 季霍列茨克
45°51′17″N 40°7′31″E / 45.85472°N 40.12528°E
季霍列茨克（俄语：Тихоре́цк）是俄羅斯克拉斯諾達爾邊疆區的一個城市，位於莫斯科—巴庫和伏爾加格勒—刻赤鐵路交界點。2002年人口65,005人。